# Centrale kracht
In de klassieke mechanica komen twee definities voor van een centrale kracht. Het is in ieder geval een kracht {\displaystyle {\vec {F}}} in een punt, gericht langs de lijn die het punt verbindt met een vast punt, het krachtcentrum; al of niet wordt de voorwaarde toegevoegd dat de grootte alleen afhankelijk is van de afstand {\displaystyle r} tussen de twee punten:
{\displaystyle {\vec {F}}({\vec {r}})=F(r){\hat {\vec {r}}}} (cirkelsymmetrisch of bolsymmetrisch)
of
{\displaystyle {\vec {F}}({\vec {r}})=F({\vec {r}}){\hat {\vec {r}}}}
waarin {\displaystyle {\vec {F}}} een vector-grootheid is, {\displaystyle F} de grootte van de kracht is en dus een scalar-grootheid, {\displaystyle {\vec {r}}} de positievector en {\displaystyle {\hat {\vec {r}}}={\vec {r}}/r} de corresponderende eenheidsvector is.
Een veld volgens de tweede definitie is een veld volgens de eerste definitie dan en slechts dan als het een conservatieve kracht is.

## Voetnoten
1. ↑  (en)   Eric W. Weisstein, Central Force. ScienceWorld. Wolfram Research (1996–2007). Gearchiveerd op 9 januari 2016. Geraadpleegd op 18 augustus 2008.
2. ↑   Taylor, John R. (2005). Classical Mechanics. Sausalito, Calif.: Univ. Science Books. p. 93. ISBN 1-891389-22-X